# Tomo Knežević
Tomo Knežević (Zenica, 23. listopada 1954.), hrvatski katolički svećenik, visoki crkveni dužnosnik, teolog

## Životopis
Rođen je 1954. godine od oca Pere i Ivke r. Maros u Zenici, tada župa Zenica-Sv. Josip. Pučku školu pohađao je u Donjem Čajdrašu i u Zenici. Srednju školu – Klasičnu gimnaziju-sjemenište završio je u Zagrebu. Filozofsko-teološki studij od akademske godine završio je u Sarajevu na Vrhbosanskoj katoličkoj teologiji danas Katoličkom bogoslovnom fakultetu u Sarajevu Sveučilišta u Sarajevu. Tijekom studija pauzirao je dva semestra zbog služenja vojske u Celju (Slovenija).
Za đakona Vrhbosanske nadbiskupije zaređen je u sarajevskoj katedrali 2. prosinca 1979. godine. Za svećenika se zaredio 4. srpnja 1980. godine u novosagrađenoj župskoj crkvi u Čajdrašu na zamolbu tadašnjeg župnika da ređenje bude u mladoj župi i u novoizgrađenoj župnoj crkvi. Mladu misu slavio je u župi Čajdraš 13. srpnja 1980. godine. Od 1980. do 1981. bio je kapelan u župi Presvetog Trojstva u Novom Sarajevu, pa to kraja listopada iste godine u župi Presvetog Srca Isusova u Prozoru.
U Innsbrucku je magistrirao teologiju na poslijediplomskom studiju liturgike 30. listopada 1982. godine radom Die eucharistische Konzelebration te licencijat iz teologije 5. studenog 1985. godine: liturgika, dogmatika i moralna teologija radom Die eucharistische Konzelebration. Eine liturgie-geschichtliche Untersuchung mit besonderer Berücksichtigung des Vaticanum II. .
U dva navrata privremeni upravitelj rodne župe Čajdraša. Od 1991. godine redoviti je ispovjednik u sjemenišnoj crkvi sv. Ćirila i Metoda. Od 2000. godine kapelan je magistral je Suverenog malteškog vojnog reda. Dana 14. veljače 2011. godine imenovan je kapelanom Njegove Svetosti s naslovom monsinjora. Vojnim župnikom Vojne biskupije Njemačke za vjernike-katolike pripadnike EUFOR-a koji djeluju u Bosni i Hercegovini od 29. travnja 2004. godine do 31. prosinca 2012. godine.
Bio je notar u kancelariji Nadbiskupskog ordinarijata vrhbosanskog, osobni tajnik vrhbosanskog nadbiskupa mons. dr. Marka Jozinovića i notar u Crkvenom sudu Vrhbosanske nadbiskupije. Bio je članom mnogih vijeća: Vijeća Hrvatskog instituta za liturgijski pastoral u Zadru, Uredničkog odbora liturgijsko-pastoralnog listića Živo vrelo, Vijeća BKJ za liturgiju, Vijeća BKJ za Međunarodne euharistijske kongrese, Karitativnog vijeća Vrhbosanske nadbiskupije, Katehetskog vijeća BK BiH, član i tajnik Liturgijskog vijeća BK BiH, Vijeća za međureligijski dijalog BK BiH. Od 1996. godine dijecezanski je ravnatelj Papinskih misijskih djela Vrhbosanske nadbiskupije, a od 1997. godine predsjednik Misijskog vijeća Vrhbosanske nadbiskupije. Od 1999. godine ceremonijar je u sarajevskoj prvostolnici, te zadužen za liturgijski odgoj bogoslova u Vrhbosanskoj katoličkoj bogosloviji u Sarajevu. Od 1999. godine ravnateljem je dušobrižničke skrbi katoličkih vjernika pripadnika oružanih snaga i redarstvenih službi u BiH. Od 2000. godine voditelj je i koordinator Dušobrižništva vojske i policije Vrhbosanske nadbiskupije. Od 2001. do 2011. godine u dvama navratima nacionalni ravnatelj Papinskih misijskih djela Bosne i Hercegovine. Od 2001. godine član je Povjerenstva za civilnu službu Federacije BiH. Ravnatelj je Ureda katoličkog dušobrižništva Federalnog ministarstva obrane BiH od 2005., a od početka sljedeće godine ravnatelj je Ureda katoličkog dušobrižništva Ministarstva obrane BiH. 
Od 31. ožujka 2015. godine kao predstavnik Biskupske konferencije BiH član je Papinskog vijeća za međunarodne euharistijske kongrese.
Urednik službenog glasila Vrhbosna. Od 2001. zamjenik je glavnog urednika misijskog informativnog lista Radosna vijest. Od siječnja 2010. godine član je Hrvatskog društva katoličkih novinara.
Na Vrhbosanskoj katoličkoj teologiji je od 1986. predavač je liturgike, liturgijskog pastorala i njemačkog jezika te ispitivač pastoralne liturgijskog pastorala na jurisdikcijskim ispitima. Od iste godine predavač je njemačkog njemačkog jezika na Katehetskom institutu u Sarajevu. Od 1987. godine profesor je liturgike i liturgijskog pastorala na Teološkom institutu u Mostaru. Od 2009. godine predavač je pri katedri liturgike na Vrhbosanskoj katoličkoj teologiji u Sarajevu. Od akademske godine 2014./2015. profesor liturgike na Studiju glazbene umjetnosti u Kreševu, dio Sveučilišta u Mostaru.
Angažiran za (liturgijsku) pripremu Katoličkog dana:
- od 2002. član Povjerenstva BK BiH za
- član središnjeg Odbora u Beču za liturgijsku pripremu 22. svibnja 2004. godine u Mariazellu u Austriji
- od 2002. član je Povjerenstva Vrhbosanske nadbiskupije
- od 2005. član je Povjerenstva za pripravu slavlja Srednjoeuropskog Katoličkog dana na Kupresu 21. svibnja 2005.

Tri puta je bio član Odbora za pripremu dolaska pape Ivana Pavla II. i pape Franje u Bosnu i Hercegovinu zadužen za Povjerenstvo za liturgiju, te je sva tri puta (Sarajevo 1997., Banja Luka 2003. i Sarajevo 2015.) pripremio i vodio cjelokupnu liturgiju papina dolaska. Voditeljem Liturgijsko-glazbenog povjerenstva proglašenja blaženima Drinskih mučenica imenovan je 1. travnja 2011. godine te je pripremio i vodio liturgiju beatifikacije u Sarajevu 24. rujna 2011. godine.
Dekretom Biskupske konferencije BiH od 6. studenog 2015. god. imenovan je ravnateljem Caritasa BiH.

## Djela
Napisao je, preveo i priredio više članaka i brošura. Članke je objavio u Vrhbosni, Svetoj Ceciliji, Krijesnici, Vjesniku Đakovačke i Srijemske biskupije, Hrvatskoj misli, Službi Božjoj, Studia Vrhbosnensia, Radosnoj vijesti, Vrhbosnensia, Magnificatu, Katoličkom tjedniku, Svjetlu riječi, Našim ognjištima, Gorućem grmu. Sastavio Obrednik redovničkog zavjetovanja sestara Služavki Malog Isusa, knjigu Čajdraš u mome srcu. Povijest župe Čajdraš i kronološki prikaz otvorenog napada na pripadnike brigade Hrvatskog vijeća obrane – Zenica, te događanja nakon toga u zeničkoj župi Čajdraš, liturgijske vodiče, tematske DVD-e i dr. Do kraja veljače 2018. godine opus mu čine: 60 znanstvenih radova, 392 druga rada i priloga i održao 41 predavanje. Od 1986. redovito priprema razne imendanske kalendare za razne izdavače katoličkih kalendara Crkve u Hrvata. Od 2008. priprema Direktorij za euharistijska slavlja i liturgiju časova Vrhbosanske nadbiskupije, Banjolučke biskupije, Kotorske biskupije i Barske nadbiskupije.